# Az önmagát kísértő férfi
Az önmagát kísértő férfi későbbi magyar címén Lélekszakadt hajsza (The Man Who Haunted Himself) 1970-ben készült angol krimi Basil Dearden rendezésében.

## Ismertető
Harold Pelham üzletember autóbalesetet szenvedett. A rajta végrehajtott műtét során a monitoron hirtelen két ember szívverése jelenik meg. A férfit holttá nyilvánítják, azonban mégis magához tér. Azt tapasztalja, hogy élete fenekestül felfordult, valaki a nevével és arcával visszaélve üzleti ügyeit bonyolítja, beleavatkozik családja életébe. A hasonmás kiszámíthatatlan, agresszív személynek bizonyul, aki azon van, hogy megszabaduljon Haroldtól, hogy végleg a helyére kerülhessen.

## Szereplők
- Roger Moore – Harold Pelham
- Hildegarde Neil – Eve Pelham
- Alastair Mackenzie – Michael Pelham
- Hugh Mackenzie – James Pelham
- Kevork Malikyan – Luigi
- Thorley Walters – Frank Bellamy
- Anton Rodgers – Tony Alexander
- Olga Georges-Picot – Julia Anderson
- Freddie Jones – Dr. Harris
- John Welsh – Sir Charles Freeman
- Edward Chapman – Barton
- Laurence Hardy – Mason
- Charles Lloyd Pack – Jameson
- Gerald Sim – Morrison
- Ruth Trouncer – Miss Bird